# 太田光 (野球)
太田 光（おおた ひかる、1996年10月14日 - ）は、岡山県倉敷市出身のプロ野球選手（捕手）。右投右打。東北楽天ゴールデンイーグルス所属。

## 経歴

### プロ入り前
倉敷市立連島東小学校2年時に西浦少年野球から軟式野球を始め、小学5年時に捕手を始める。倉敷市立連島中学校では倉敷ドリームボーイズに所属した。
広陵高校進学後、2年秋から4番キャッチャーに定着し、3年夏は決勝で今春の甲子園に出場した広島新庄高校を破り第96回全国高等学校野球選手権大会に出場したが、初戦の三重高校戦で延長11回サヨナラ負けを喫した。同期に吉川雄大がいる。
大阪商業大学では、1年春から正捕手としてレギュラーを獲得し1年春は打率1割だったが岡田明丈らをリードし、チーム防御率1.50を記録して投手陣を盛り立て、関西六大学野球リーグ優勝に貢献。最優秀選手賞を獲得した。第64回全日本大学野球選手権大会では打撃でも打率.333（12打数4安打）で大商大32年ぶりのベスト8に貢献した。その後も1年秋、3年春秋、4年春と4度ベストナインを受賞し、8季中6回リーグ優勝に貢献。特に4年の春は打率.522を記録し、首位打者となった。4年秋は下級生に経験を積ませるために指名打者での出場が多くなった。3学年先輩には吉持亮汰、1学年先輩には日下部光、同期には滝野要がいる。
2018年10月25日に行われたドラフト会議で東北楽天ゴールデンイーグルスから2位指名を受け、11月12日に契約金7000万円、年俸1200万円で契約した。背番号は2。

### 楽天時代
2019年は、キャンプを一軍で迎える。開幕は二軍で迎えたが、6月7日に一軍に昇格し、その日の中日ドラゴンズ戦（ナゴヤドーム）では8回表に代打として初出場した。翌日の同カードで「7番・捕手」として先発出場した。6月13日の東京ヤクルトスワローズ戦（楽天生命パーク）で山田大樹からプロ初ヒットを記録して、6月14日の広島東洋カープ戦（楽天生命パーク）で床田寛樹からプロ初本塁打を記録した。正捕手の嶋基宏が故障や不振で一軍を外れる機会が増える中、堀内謙伍と捕手の枠を争うこととなり、最終的に一軍の試合には55試合に出場した。
2020年は、嶋の退団、ポジションを争った堀内が手術による出遅れによってオープン戦から率先的に起用されるようになり、2年目ながら開幕スタメンを飾る。6月19日の開幕戦では、2回に犠牲フライでこのシーズンのチーム初打点を挙げると、8回には二塁打、そしてこの回2度目の打席で犠牲フライを放つなど2打数1安打2打点。チームも9-1でシーズン初勝利を挙げている。8月12日の埼玉西武ライオンズ戦では、2点本塁打を含む4打数2安打3打点で、この日のヒーローとなった。8月17日、涌井秀章と共に最優秀バッテリー賞の6、7月度月間賞を受賞。9月2日に登録を抹消されるも同月14日に再度出場登録。9月26日、西武戦にて左肩を負傷し病院にて診断を受け、翌日の27日に左肩関節唇損傷と発表された。27日に出場登録が抹消されると、そのままシーズンを終えることとなった。この日までに67試合に出場し、うち51試合でスタメン起用されていたがどちらも全日程終了時点でチーム内の捕手では最多である。シーズン67試合に出場した結果、初めて規定試合数に達しリーグトップの盗塁阻止率.333を記録。250万円増の推定年俸1700万円で契約を更改した。
2021年は、自身初の3桁となる107試合に出場。開幕戦でスタメンマスクを被り、この年から楽天の監督となった石井一久の初陣を勝利で終えた。これにより、涌井の3球団で開幕戦勝利という記録も樹立。この対北海道日本ハムファイターズの開幕カードで2試合連続本塁打の活躍。3月28日、ルーキーの早川隆久とバッテリーを組んで6回4安打無失点8奪三振の好投を引き出し、また自らも2安打3打点で援護する等5-0で勝利、早川と共にお立ち台に上がっている。5月17日、涌井と共に最優秀バッテリー賞の3、4月度月間賞を受賞。これは2020年6、7月度に続く2度目の同バッテリーでの選出となる。6月5日の対広島東洋カープ戦では8回にスクイズに成功し、次の打者の村林一輝もスクイズを敢行。結果2者連続スクイズ成功となった。11月22日、同月11日に左肩関節脱臼に対する修復術を受けていたことが発表された。1300万円増の推定年俸3000万円で契約を更改した。
2022年は、前年手術を受けたこともあり、開幕を二軍で迎えたが4月22日の対西武戦（ベルーナドーム）で一軍に昇格して涌井とバッテリーを組み、その試合で本塁打も放ち勝利に貢献した。シーズンでは炭谷銀仁朗と併用される形で71試合に出場し、打率.214・3本塁打・18打点の成績を残した。オフには、300万円増の推定年俸3300万円で契約を更改した。
2023年は前年より出場機会を増やし104試合に出場した。犠打数は12球団トップの28、出塁率は.356を記録するなど打撃面での成長を示した。オフには、1500万円増の推定年俸4800万円で契約を更改した。
2024年は94試合に出場し、開幕戦もスタメンマスクを被った。4月19日の西武戦後、バッテリーを組んでいた早川および監督のコメントが波紋を呼ぶも、バッテリーで密に話し合いを行い、迎えた5月3日の千葉ロッテマリーンズ戦で早川は3年ぶりの完投勝利、太田は2安打3打点の活躍でお立ち台に上がった。この出来事については、2024年8月11日放送の「ヒーローインタビュー」(東北放送)でも語っている。その後8月13日には早川の3年ぶりの完封勝利に導いた。交流戦では18試合のうち16試合で先発出場し、チームは13勝5敗、勝率.722で交流戦初優勝。1勝目は太田の1号本塁打による先制点が決勝点である。監督はチーム内MVPとして太田の名を挙げた。シーズンでは古謝樹のプロ初勝利、早川と藤井聖の球団左腕初2桁勝利にも貢献。打撃ではキャリア初の三塁打、キャリアハイの23打点、2盗塁を記録。900万円増の推定年俸5700万円で契約を更改した。

## 選手としての特徴
- 二塁送球1.9秒台を誇る強肩キャッチャー[5]。遠投115メートル[31]。広陵高校の先輩である小林誠司が使用しているミットと全く同じものを貰っており、新人時の春季キャンプでは使用していた[32]。

## 人物
1学年上の兄の創は、第85回記念選抜高等学校野球大会で「4番・遊撃手」として出場。初戦で光と後にチームメイトとなる済美高校の安樂智大と対戦している。
爆笑問題の太田光（おおた ひかり）とは読み方が違うものの、同姓同名であることが話題になった。ドラフト後の会見時にも「太田光と言えば断然、爆笑問題さん。それが自分に変わるぐらいになりたいですね」と語っている。爆笑問題がパーソナリティを務めるラジオ番組『爆笑問題の日曜サンデー』（TBSラジオ）には、広陵高校時代（2014年8月31日）に父親が電話で出演した。ドラフトで楽天に指名された際（2018年10月28日）には、太田が事前収録でメッセージを寄せた。その際に爆笑問題の太田は、「申し訳ない。同じ名前で嫌な思いしてきたと思う」としながらもエールを送っている。2019年12月29日にはスタジオに生出演し、爆笑問題の太田と初めて対面した。その後、2021年には田中将大が楽天に復帰してバッテリーを組んだことで「爆笑問題バッテリー」と称されたことがあった。
2022年12月12日、一般女性と入籍した。
同じ「光」という名前であるHey!Say!JUMPの八乙女光とは、2023年球団イベント内でのセレモニアルピッチを機に連絡を取り合っている。交流関係について八乙女もラジオやYouTube、Instagram等で度々触れている。太田は2024年から現在まで偶数打席の登場曲にHey!Say!JUMPの「DEAR MY LOVER」を使用している。

## 詳細情報

### 年度別打撃成績
| 年 度     | 球 団     | 試 合 | 打 席 | 打 数 | 得 点 | 安 打 | 二 塁 打 | 三 塁 打 | 本 塁 打 | 塁 打 | 打 点 | 盗 塁 | 盗 塁 死 | 犠 打 | 犠 飛 | 四 球 | 敬 遠 | 死 球 | 三 振 | 併 殺 打 | 打 率 | 出 塁 率 | 長 打 率 | O P S |
| --------- | --------- | ----- | ----- | ----- | ----- | ----- | -------- | -------- | -------- | ----- | ----- | ----- | -------- | ----- | ----- | ----- | ----- | ----- | ----- | -------- | ----- | -------- | -------- | ----- |
| 2019      | 楽天      | 55    | 112   | 96    | 10    | 21    | 2        | 0        | 1        | 26    | 6     | 1     | 0        | 8     | 0     | 7     | 0     | 1     | 23    | 2        | .219  | .279     | .271     | .550  |
| 2020      | 楽天      | 67    | 164   | 130   | 17    | 26    | 10       | 0        | 2        | 42    | 16    | 0     | 1        | 11    | 3     | 18    | 0     | 2     | 38    | 2        | .200  | .301     | .323     | .624  |
| 2021      | 楽天      | 107   | 281   | 240   | 25    | 45    | 4        | 0        | 4        | 61    | 23    | 1     | 1        | 16    | 1     | 17    | 0     | 7     | 64    | 2        | .188  | .260     | .254     | .515  |
| 2022      | 楽天      | 71    | 182   | 145   | 10    | 31    | 4        | 0        | 3        | 44    | 18    | 1     | 0        | 13    | 0     | 21    | 1     | 3     | 46    | 3        | .214  | .325     | .303     | .629  |
| 2023      | 楽天      | 104   | 233   | 173   | 19    | 42    | 6        | 0        | 3        | 57    | 14    | 1     | 0        | 28    | 1     | 27    | 0     | 4     | 47    | 4        | .243  | .356     | .329     | .686  |
| 2024      | 楽天      | 94    | 269   | 230   | 23    | 45    | 10       | 3        | 2        | 67    | 23    | 2     | 0        | 23    | 1     | 13    | 1     | 2     | 58    | 1        | .196  | .244     | .291     | .535  |
| 通算：6年 | 通算：6年 | 498   | 1241  | 1014  | 104   | 210   | 36       | 3        | 15       | 297   | 100   | 6     | 2        | 99    | 6     | 103   | 2     | 19    | 276   | 14       | .207  | .291     | .293     | .584  |

- 2024年度シーズン終了時
- 各年度の太字はリーグ最多

### 年度別守備成績
| 年 度 | 球 団 | 捕手  | 捕手  | 捕手  | 捕手  | 捕手  | 捕手     | 捕手  | 捕手     | 捕手     | 捕手     | 捕手     |
| 年 度 | 球 団 | 試 合 | 刺 殺 | 補 殺 | 失 策 | 併 殺 | 守 備 率 | 捕 逸 | 企 図 数 | 許 盗 塁 | 盗 塁 刺 | 阻 止 率 |
| ----- | ----- | ----- | ----- | ----- | ----- | ----- | -------- | ----- | -------- | -------- | -------- | -------- |
| 2019  | 楽天  | 53    | 261   | 31    | 3     | 3     | .990     | 2     | 38       | 24       | 14       | .368     |
| 2020  | 楽天  | 67    | 371   | 32    | 4     | 5     | .990     | 4     | 36       | 24       | 12       | .333     |
| 2021  | 楽天  | 107   | 674   | 66    | 3     | 8     | .986     | 3     | 66       | 41       | 25       | .379     |
| 2022  | 楽天  | 71    | 391   | 37    | 2     | 4     | .985     | 3     | 29       | 20       | 9        | .310     |
| 2023  | 楽天  | 103   | 481   | 71    | 2     | 5     | .996     | 3     | 42       | 27       | 15       | .357     |
| 2024  | 楽天  | 94    | 533   | 50    | 3     | 2     | .995     | 0     | 45       | 32       | 13       | .289     |
| 通算  | 通算  | 495   | 2711  | 287   | 17    | 27    | .994     | 15    | 256      | 168      | 88       | .344     |

- 2024年度シーズン終了時[注 2]
- 各年度の太字はリーグ最高

### 表彰
- 月間最優秀バッテリー賞：2回（2020年6・7月 投手：涌井秀章[43]、2021年3・4月 投手：涌井秀章[44]）

### 記録
初記録
- 初出場・初打席：2019年6月7日、対中日ドラゴンズ1回戦（ナゴヤドーム）、8回表に今野龍太の代打で出場、福敬登から三ゴロ
- 初先発出場：2019年6月8日、対中日ドラゴンズ2回戦（ナゴヤドーム）、「7番・捕手」で先発出場
- 初打点：2019年6月12日、対東京ヤクルトスワローズ2回戦（楽天生命パーク宮城）、7回裏に五十嵐亮太から三ゴロの間に記録
- 初安打：2019年6月13日、対東京ヤクルトスワローズ3回戦（楽天生命パーク宮城）、9回裏に山田大樹から左前安打
- 初本塁打：2019年6月14日、対広島東洋カープ1回戦（楽天生命パーク宮城）、2回裏に床田寛樹から左越ソロ
- 初盗塁：2019年9月7日、対埼玉西武ライオンズ19回戦（楽天生命パーク宮城）、3回裏に二盗（投手：髙橋光成、捕手：森友哉）

### 背番号
- 2（2019年[10] - ）

### 登場曲
- 「光の彼方へ」めちゃめちゃトランクス（2019年）[45][46]
- 「Dear Diary」安室奈美恵（2020年）[47]
- 「馬と鹿」米津玄師（2020年）[48]
- 「努努-ゆめゆめ-」ONE OK ROCK（2021年途中まで）
- 「正しくなれない」ずっと真夜中でいいのに。（2021年）[49]
- 「Cry Baby」Official髭男dism（2021年）[49]
- 「Anarchy」Official髭男dism（2022年）[50]
- 「味方」GReeeeN（2022年）[50]
- 「Body Feels EXIT」安室奈美恵 (2023年)[51]
- 「Hare Hare」TWICE (2024年-)[52]
- 「DEAR MY LOVER」Hey!Say!JUMP (2024年-)[52]